# Aleksej Saltykov
Aleksej Saltykov (russisk: Алексей Александрович Салтыков) (født 13. maj 1934 i Moskva i Sovjetunionen, død 8. april 1993 i Moskva i Rusland) var en sovjetisk filminstruktør og manuskriptforfatter.

## Filmografi
- Drug moj, Kolka! (Друг мой, Колька!, 1961)[1][2]
- Predsedatel (Председатель, 1964)
- Babje tsarstvo (Бабье царство, 1967)
- Direktor (Директор, 1969)
- Vozvrata net (Возврата нет, 1973)
- Jemeljan Pugatjov (Емельян Пугачёв, 1978)
- Gospodin Velikij Novgorod (Господин Великий Новгород, 1984)
- Krik delfina (Крик дельфина, 1986)
- Za vsjo zaplatjeno (За всё заплачено, 1988)